# Torchlight
Torchlight — комп'ютерна гра жанру hack and slash RPG виконана а стімпанк стилістиці, розроблена Runic Games й видана Perfect World Entertainment сумісно з Encore, Inc. Гібрид екшену й RPG з фентезі-світом, в якому підземелля сповнені чудовиськ і скарбів.

## Вихід у світ
Цифрова Windows-версія гри стала доступною для скачування 27 жовтня 2009 року. 5 січня 2010 року була випущена коробкова версія для Windows. Версія для Mac OS X з'явилась 12 травня 2010 року. 18 вересня 2012 року стала доступна версія гри для Linux.
При цьому творцями Torchlight стала чимала частина тих розробників, які працювали над створенням серії ігор Diablo. Розробники: Тревис Балдрі, розробник гри, Макс Шафер й Ерік Шафер, співрозробники Diablo й Diablo 2, до них також приєдналася команда, яка працювала над Mythos.
Деякі геймери скептично ставляться до виходу ще однієї «діабловської» гри, проте в Torchlight уміщені всі вподобані прихильниками жанру ідеї.  
Продовження вийшло 20.09.2012.

## Сюжет
Події гри розгортаються в маленькому шахтарському містечку Torchlight. У сусідньому руднику, таємничий мінерал, відомий як Ембер приваблює шахтарів, шукачів пригод і монстрів. Він представляє собою не тільки матеріальну і наукову цінність, але і є джерелом небезпечного впливу на живі організми. При тривалому контакті з Ембером, людина може впасти в одержимість і/або перетворитися в монстра. Місто стурбоване недавніми махінаціями з мінералом. Основна сюжетна лінія зосереджена навколо гравця, який повинен зупинити злочинні маніпуляції в підземеллі. На шляху доведеться боротися з багатьма монстрами і чемпіонами, збирати епічний лут і гори золота.

## Ігровий процес
Гра проходить у «ланцюговому» режимі, коли гравець розвивається проходячи велику кількість поверхів, переповнених чудовиськами, й попутно виконуючи прості завдання. На шляху герою стрічаються монсти-боси, які застосовують різні прийоми та вміння, основані на випадку. Головна оповідна лінія являє собою 35-поверхове підземелля, яке прогресує в своєму оснащенні, пастках, суперниках.  Друге підземелля налічує понад сто поверхів, випадаючих у довільній послідовності, що забезпечує нескінченний монстро-вбивчий і луто-збиральний процес.

## Класи персонажів
Гравцю необхідно обрати героя з трьох варіантів, кожен з яких являє собою своєрідне «асорті» класичних класів жанру RPG. 
Перший з них – Дестроєр, він спеціалізується на ближньому бої, також може застосовувати магію.
Початкові характеристики
- Здоров'я: 300
- Мана: 20
- Сила: 10
- Спритність: 4
- Магія: 3
- Захист: 10

Другий - Ванквішер або "Завойовниця", використовує дистанційну зброю й розставляє навкруги пастки, при цьому наділена злодійськими навичками.
Початкові характеристики
- Здоров'я: 200
- Мана: 20
- Сила: 5
- Спритність: 10
- Магія: 7
- Захист: 6

Останній з них – Алхімік, який є класичним представником «магівського класу».
Початкові характеристики
- Здоров'я: 200
- Мана: 30
- Сила: 6
- Спритність: 7
- Магія: 10
- Захист: 5

Простота й заурядність класів сповна компенсується глибоко пророблений процес розвитку персонажів.
Також присутній вибір pet`а, який являє собою фактично другого повноцінного гравця.